# Torre de Juan Abad
Torre de Juan Abad – gmina w Hiszpanii, w prowincji Ciudad Real, w Kastylii-La Mancha, o powierzchni 399,73 km². W 2011 roku gmina liczyła 1196 mieszkańców.